# بوریس کیمیاگرف
بوریس (بِنسیون) آریِویچ کیمیاگرف (به تاجیکی: Бенсион (Борис) Ариевич Кимёгаров)، (زاده ۳۰ سپتامبر ۱۹۲۰ در سمرقند – درگذشته ۱۹ آوریل ۱۹۷۹ در دوشنبه) کارگردان شهیر تئاتر و سینمای تاجیکستان (شوروی) بود. او در سمرقند به دنیا آمد و جزو یهودیان سرزمین بخارا بود. شهرت بوریس کیمیاگرف بیشتر برای کارگردانی چهار فیلم بر پایهٔ شاهنامهٔ فردوسی و فیلمی دربارهٔ رودکی می‌باشد.

## زندگی
در سال‌های ۱۹۳۴ تا ۱۹۳۶ هنرپیشه و دستیار کارگردان تئاتر خوقند بود. او در سال‌های ۱۹۳۶ تا ۱۹۳۹ در بنیاد علوم تربیتی استالین‌آباد (دوشنبه) تحصیل کرد. در سال ۱۹۴۴ از بنیاد دولتی سینماتوگرافی فارغ‌التحصیل شد. کیمیاگرف از یهودیان بخارای شریف بود. امروز خانواده‌اش در تل‌آویو زندگی می‌کند. دختر لیلیا بدین باور است که در صورتی که پدرش زنده می‌بود، احتمالاً هرگز نمی‌گذاشت از تاجیکستان بیرون شوند، چون پدرش علاقهٔ وافری به تاجیکستان داشت. بوریس کیمیاگرف از جملهٔ اندک‌شمار کارگردانان تاجیکستان شوروی بود که دست بازی در ساختن فیلم‌هایش داشت. او دارای نفوذ بسیار زیاد در بین سیاست‌مداران شوروی سابق بود. فیلم‌های بوریس کیمیاگرف با هزینهٔ گزاف ساخته می‌شد و بهترین هنرمندان شوروی سابق در آن نقش ایفا می‌کردند. او از شاگردان سرگئی آیزنشتاین بود. فیلم‌های آیزنشتاین بر روی کیمیاگرف تأثیر بسیار ژرفی گذاشتند و پس از آن کیمیاگرف پیرو سبک او در فیلم‌سازی شد. سر انجام کیمیاگرف در حالی که بیمار بود در زیر تیغ جراحی درگذشت و در دوشنبه به خاک سپرده شد.

## فیلم‌شناسی
| سال تولید | نام فیلم به فارسی                                | نام فیلم به روسی    | توضیحات |
| --------- | ------------------------------------------------ | ------------------- | --- |
| ۱۹۵۶      | داخُنده                                           | Дохунда             | بر اساس رمانی از صدرالدین عینی                                                                                     |
| ۱۹۵۸      | منصبِ بلند                                        | Высокая должность   | |
| ۱۹۵۹      | قسمتِ شاعر                                        | Судьба поэта        | فیلمی درباره رودکی شاعر پارسی‌گو، در سال ۱۹۶۰ در جشنواره سینمای آسیا و آفریقا در شهر قاهره جایزه عقاب طلایی را برد. |
| ۱۹۶۱      | لِوای آهنگر (بیرق آهنگر)                          | Знамя кузнеца       | |
| ۱۹۶۲      | آرامی نمی‌شود                                     | Тишины не будет     | |
| ۱۹۶۴      | زمانِ آرامی (زمانِ آسایشته)                        | Мирное время        | |
| ۱۹۶۶      | حسنِ ارابه‌کش                                      | Хасан - Арбекеш     | |
| ۱۹۶۸      | با امرِ دل                                        | Как велит сердце    | |
| ۱۹۷۱      | داستانِ رستم (کارنامۀ رستم)                       | Сказание о Рустаме  | |
| ۱۹۷۱      | رستم و سهراب                                     | Рустам и Сухраб     | |
| ۱۹۷۵      | یک عمر کم است                                    | Одной жизни мало    | |
| ۱۹۷۶      | داستانِ سیاوش                                     | Сказание о Сиявуше  | |
| ۱۹۷۹      | آدم پوستش را عوض می‌کند (آدم پوستش را دیگر می‌کند) | Человек меняет кожу | |